# Braquiòpids
Els braquiòpids (Brachyopidae) constitueixen una família d'amfibis temnospòndils extints.